# Hypaeus barromachadoi
Hypaeus barromachadoi là một loài nhện trong họ Salticidae.
Loài này thuộc chi Hypaeus. Hypaeus barromachadoi được Lodovico di Caporiacco miêu tả năm 1947.